# Spotkanie z Jezusem
Spotkanie z Jezusem (ang. The Miracle Maker, ros. Чудотворец, 2000) – brytyjsko-rosyjski film animowany, połączenie filmu lalkarskiego i animowanego. Film opowiada historię życia Jezusa Chrystusa.

## Obsada
- Ralph Fiennes – Jezus
- Miranda Richardson – Maria Magdalena
- William Hurt – Jairus
- David Thewlis – Judasz Iskariota
- Michael Bryant – Bóg
- Julie Christie – Rachel
- Rebecca Callard – Tamara
- James Frain – Tomasz
- Ian Holm – Poncjusz Piłat

i inni

## Wersja polska

### Wersja kinowa
Reżyseria: Maria Horodecka

Dialogi: Joanna Klimkiewicz

Wystąpili:
- Piotr Adamczyk − Jezus
- Marek Barbasiewicz – Juliusz Cezar
- Danuta Stenka − Maryja
- Agata Gawrońska - Maria
- Piotr Szwedes − Judasz
- Wojciech Wysocki – Herod Antypas
- Wojciech Machnicki – Piotr
- Krzysztof Wakuliński – Asza Ben Azra
- Adam Bauman – Jair
- Ryszard Nawrocki – Kleofas
- Marcin Troński − Józef z Arymatei
- Tomasz Marzecki – Łazarz
- Brygida Turowska – Marta
- Izabella Bukowska – Rachela
- Krystyna Kozanecka – Tamra
- Zbigniew Konopka
- Mieczysław Morański
- Mariusz Leszczyński – Mateusz
- Andrzej Arciszewski
- Cezary Kwieciński
- Jacek Mikołajczak
- Janusz Wituch – Tomasz

i inni

### Wersja telewizyjna
Wersja polska: TVP AGENCJA FILMOWA

Reżyseria: Andrzej Bogusz

Dialogi: Ewa Prugar

Tłumaczenie: Katarzyna Ciupaga

Dźwięk i montaż: Jakub Milęcki

Kierownictwo produkcji: Monika Wojtysiak

Udział wzięli:
- Wojciech Wysocki – Jezus
- Joanna Trzepiecińska – Maria Magdalena
- Barbara Bursztynowicz – Tamra
- Marek Barbasiewicz – Poncjusz Piłat
- Artur Kaczmarski – Jair
- Leszek Abrahamowicz
- Marcin Przybylski
- Mieczysław Morański
- Rafał Mohr
- Elżbieta Kijowska
- Tomasz Bednarek
- Agnieszka Kunikowska
- Leszek Zduń
- Witold Wysota
- Małgorzata Boratyńska
- Jacek Jarosz
- Krzysztof Strużycki
- Jerzy Rogowski
- Ryszard Olesiński
- Dariusz Błażejewski
- Brygida Turowska
- Rafał Dajbor

i inni